# Guernsey
Guernsey (Normandisch/Dgèrnésiais: Guernési, Frans: Guernesey) is een van de Kanaaleilanden, die voor de kust van de Noord-Franse regio Normandië liggen. Guernsey is na Jersey het grootste eiland. Het is net zoals Jersey en het in de Ierse Zee gelegen Man geen onderdeel van het Verenigd Koninkrijk, maar een Brits Kroonbezit. Evenmin is het onderdeel van de Europese Unie. Ook de Kanaaleilanden Alderney, Herm en Sark horen tot het baljuwschap Guernsey. De hoofdstad is Saint Peter Port. Het staatshoofd is koning Charles III, die de titel hertog van Normandië voert. De staatsvorm is een constitutionele democratie.
Het eiland staat bekend als belastingparadijs, omdat er geen dividendbelasting, vermogensbelasting, transferbelasting of btw wordt geheven. Ook wordt er geen successierecht geheven.
Het landschap varieert van typisch Engels Midwest tot Franse wijngaarden. De kustlijn varieert van een strand tot krijtrotsen.
De Kanaaleilanden liggen in een gebied met een getijdenverval van zeven tot elf meter; de havens van het eiland bieden met laagwater een vreemd aanzicht met schepen hoog op het droge. Met hoogwater, enige uren later, drijven ze echter in een enorme haven.
Een van de meest bezochte bezienswaardigheden op Guernsey is Little Chapel. Dit is een klein kerkje, gebouwd met gekleurde schelpen, steentjes en scherven.

## Parochies
Het eiland Guernsey is onderverdeeld in tien parochies. De kleinere eilanden Alderney en Sark zijn geen parochies van Guernsey (behalve in kerkelijke termen want ze vallen, net als Guernsey, onder het bisdom van Winchester en hun respectievelijke parochiekerken zijn Saint Anne en Saint Peter).

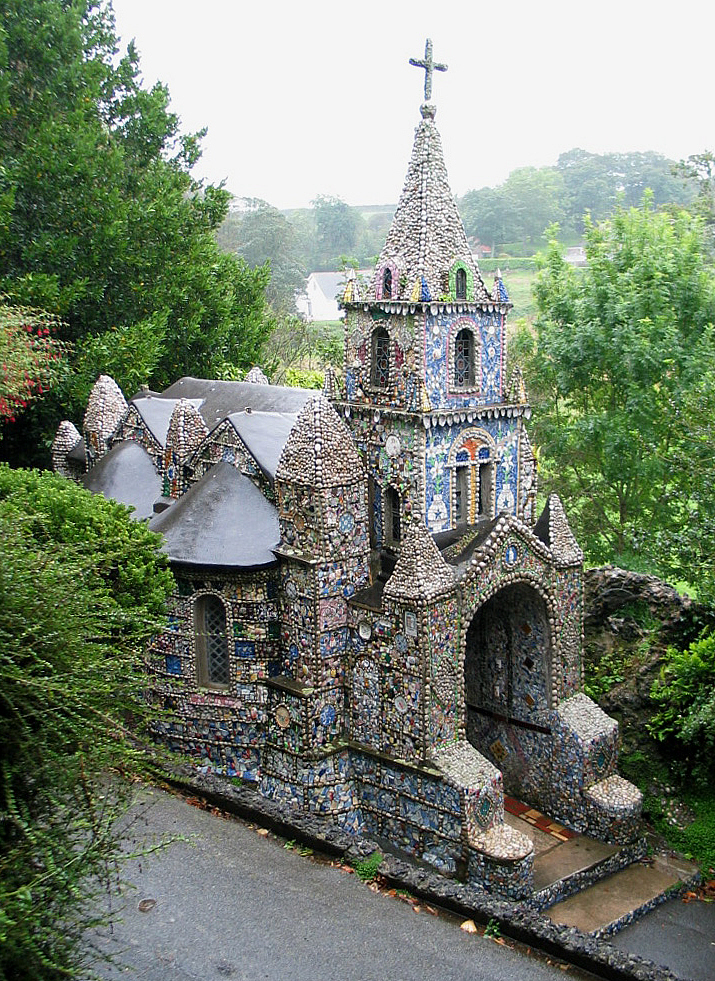
Little Chapel

|     | Parochie             | Populatie (2001) | Gebied (vergées) | Gebied (km²) | Gebied (sq mi) |
| --- | -------------------- | ---------------- | ---------------- | ------------ | -------------- |
| 1.  | Castel               | 8975             | 6224             | 10.200       | 3.938          |
| 2.  | Forest               | 1549             | 2508             | 4.110        | 1.587          |
| 3.  | St Andrew            | 2409             | 2752             | 4.510        | 1.741          |
| 4.  | St Martin            | 6267             | 4479             | 7.340        | 2.834          |
| 5.  | Saint Peter Port     | 16488            | 4074             | 6.677        | 2.578          |
| 6.  | Saint Pierre du Bois | 2188             | 3818             | 6.257        | 2.416          |
| 7.  | Saint Sampson        | 8592             | 3687             | 6.042        | 2.333          |
| 8.  | Saint Saviour        | 2696             | 3892             | 6.378        | 2.463          |
| 9.  | Torteval             | 973              | 1901             | 3.115        | 1.203          |
| 10. | Vale                 | 9573             | 5462             | 8.951        | 3.456          |

## Geboren
- Maya Le Tissier (2002), voetbalster

## Trivia
- De smalle wegen op het eiland maken dat de maximale snelheid slechts 35 mijl per uur (55 kilometer per uur) is.
- Van 1856 tot 1870 was de Franse schrijver Victor Hugo op Guernsey in ballingschap.

Akrotiri en Dhekelia · Anguilla · Bermuda · Brits Antarctisch Territorium · Brits Indische Oceaanterritorium · Britse Maagdeneilanden · Falklandeilanden · Gibraltar · Kaaimaneilanden · Montserrat · Pitcairneilanden · Sint-Helena, Ascension en Tristan da Cunha · Turks- en Caicoseilanden · Zuid-Georgia en de Zuidelijke Sandwicheilanden
Brits Kroonbezit: Guernsey · Jersey · Man